# خوان لويس
خوان لويس (بالإنجليزية: Juan Lewis)‏ هو عداء سريع باهاماسي، ولد في 18 سبتمبر 1989.

## وصلات خارجية
- خوان لويس على موقع الاتحاد الدولي لألعاب القوى (الإنجليزية)